# 시대의 기분 (2008년 영화)
"시대의 기분"(A Portrait Of This Ages)은 한국에서 제작된 이현지 감독의 2008년 드라마 영화이다. 이채은 등이 주연으로 출연하였고 박이웅 등이 제작에 참여하였다.

## 출연
- 이채은